# Stadion Miejski, Wrocław
Stadion Miejski, eller Municipal Stadium Wrocław, är en fotbollsarena i Wrocław, Polen. Arenan är en av åtta spelplatser för Fotbolls-EM 2012, och hemmaplan för Śląsk Wrocław, vinnare av Ekstraklasa 2011-12. Det innebär att det kommer spelas kval till Uefa Champions League 2012/2013 på Stadion Miejski.
Arenan invigdes med en boxningsmatch mellan Vitali Klitschko och Tomasz Adamek.

## Fotbolls-EM 2012
Följande matcher spelas på Stadion Miejski under fotbolls-EM 2012:
| Datum      | Tid (CEST) | Lag 1    | Resultat | Lag 2    | Runda   | Mål |
| ---------- | ---------- | -------- | -------- | -------- | ------- | --- |
| 2012-06-08 | 20:45      | Tjeckien | 1-4      | Ryssland | Grupp A | -   |
| 2012-06-12 | 18.00      | Tjeckien | 2-1      | Grekland | Grupp A | -   |
| 2012-06-16 | 20.45      | Polen    | 0-1      | Tjeckien | Grupp A | -   |

## Bildgalleri

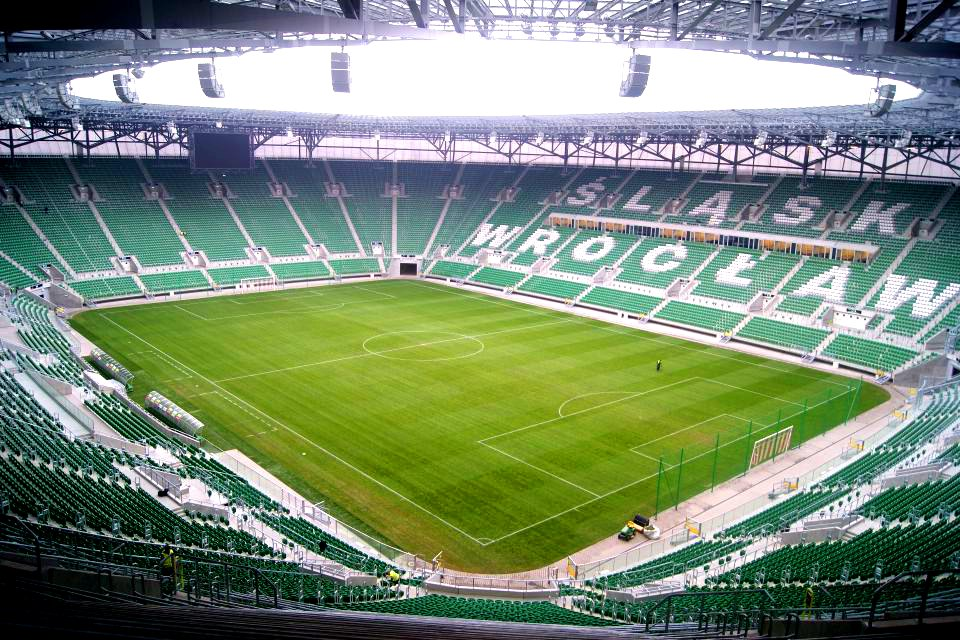
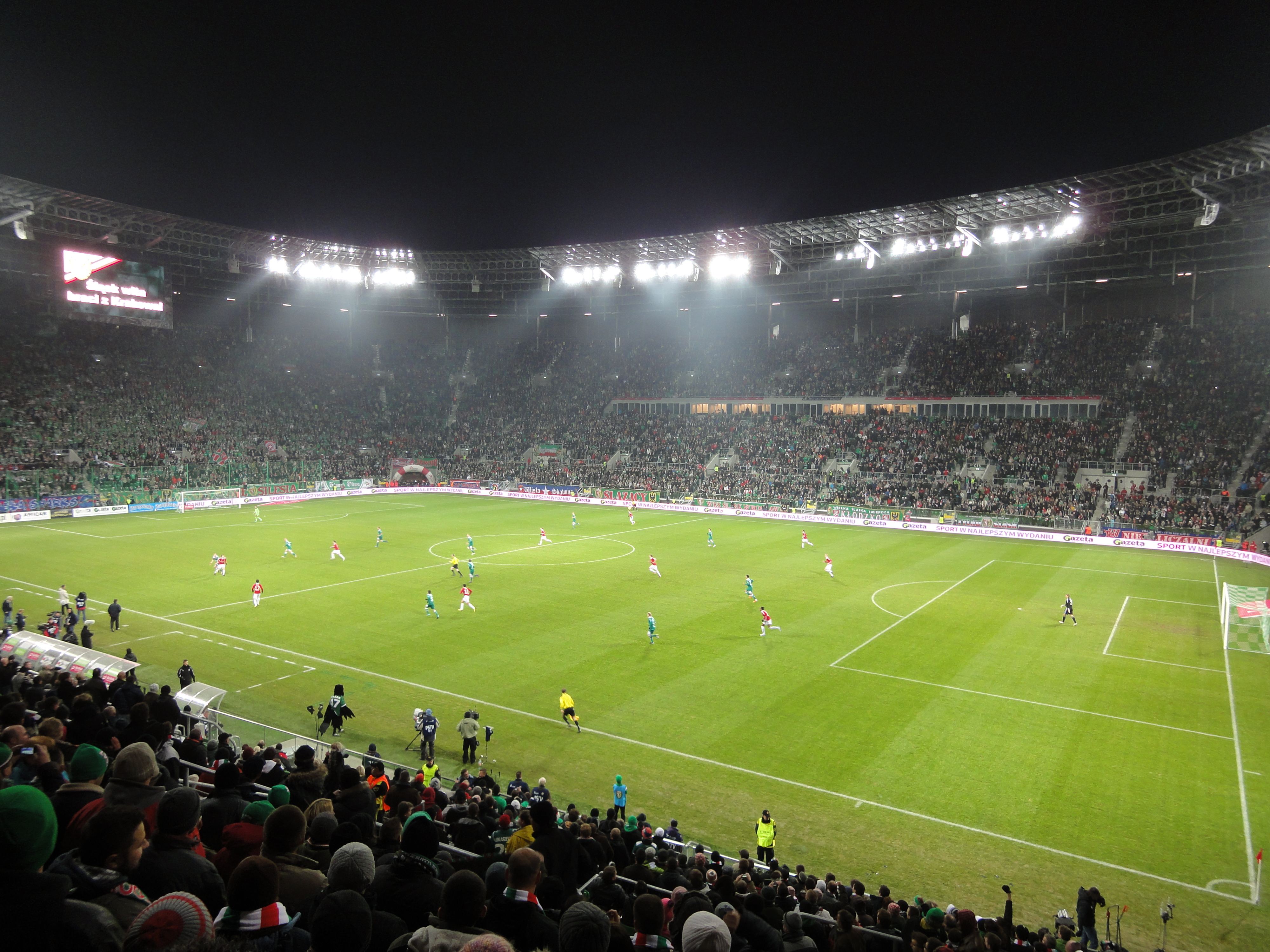
Match mellan Śląsk Wrocław och Wisła Kraków
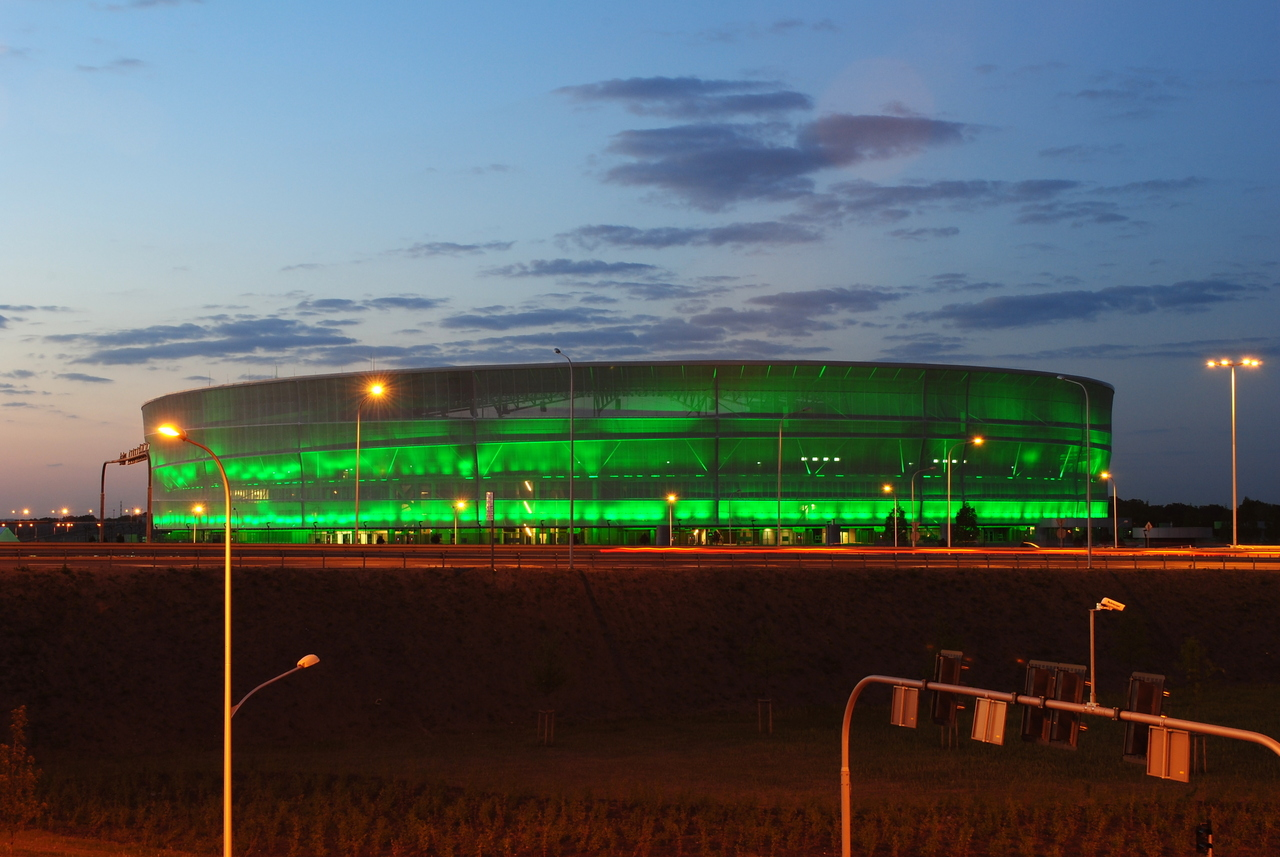
Arenans fasad i grönt ljus